# Temporada 2013 del Campeonato de España de Rally de Tierra
La temporada 2013 fue la 31.º edición del Campeonato de España de Rally de Tierra. Comenzó el 19 de abril en el Rally de Tierra Ciutat de Cervera y terminó el 1 de diciembre en el Rally de Tierra Riolobos.

## Calendario
El calendario estaba compuesto de seis pruebas.
| N.º | Fecha                            | Prueba                                  | Notas |
| --- | -------------------------------- | --------------------------------------- | ----- |
| 1   | 19-20 de abril                   | 14.º Rallye de Tierra Ciutat de Cervera |       |
| 2   | 8-9 de junio                     | 2.º Rally Tierras Altas de Lorca        |       |
| 3   | 31 de agosto - 1 de septiembre   | 4.º Ral.li Pla d'Urgell                 |       |
| 4   | 12-13 de octubre                 | 1.º Rally de Tierra del Bierzo          |       |
| 5   | 15-16 de noviembre               | Rally de Tierra de Serón                |       |
| 6   | 30 de noviembre - 1 de diciembre | 4.º Rallye de Tierra Riolobos           |       |

## Clasificación

### Campeonato de pilotos
| Pos. | Piloto                      | 1   | 2   | 3   | 4   | 5   | 6   | Puntos |
| ---- | --------------------------- | --- | --- | --- | --- | --- | --- | ------ |
| 1.   | Xavi Pons                   | 1   | 1   | 1   | 1   | 1   | 1   | 210    |
| 2.   | Alfonso Viera               | 5   | 7   | 7   | 3   | 3   | 4   | 140    |
| 3.   | Nil Solans                  | 7   | 8   | 10  | 5   | 7   | 2   | 121    |
| 4.   | Carlos Aldecoa              | 9   | 4   | 8   | Ret | 4   | 6   | 103    |
| 5.   | Óscar Fuertes               | 3   | Ret | 4   |     | 2   | Ret | 82     |
| 6.   | Albert Llovera              | Ret | 5   | 6   | Ret | 5   |     | 67     |
| 7.   | Climent Domingo             | Ret | 2   | 2   |     |     |     | 60     |
| 8.   | Manuel Gómez Manzanilla     | 8   | 9   | 11  | Ret | Ret | 8   | 60     |
| 9.   | Carles Llinàs               | 4   |     | 3   |     |     |     | 52     |
| 10.  | Julián Vera Castellote      |     |     |     | 4   | Ret | 3   | 52     |
| 11.  | Francisco J. Hernández Vera | 10  | 6   | 9   | Ret |     |     | 49     |
| 12.  | Juan Pablo Castro           | 23  | 3   | Ret |     |     |     | 46     |
| 13.  | Gustavo Sosa                | 18  | Ret |     | 10  | 6   | Ret | 37     |
| 14.  | Emma Falcón                 | 21  | 11  | 15  | 7   |     |     | 36     |
| 15.  | Juan Carlos Aguado          | 12  | 10  |     | 13  | Ret | Ret | 31     |
| 16.  | Alexander Villanueva        |     |     |     | 2   |     |     | 30     |
| 17.  | José Luis Peláez            |     |     | 16  | 11  |     | 9   | 30     |
| 18.  | Nani Roma                   | 2   |     | Ret |     |     |     | 30     |
| 19.  | Rubén Sastre                | 11  | 15  | 14  | Ret |     |     | 24     |
| 20.  | Eduard Forés                |     |     | 5   |     |     |     | 23     |
| 21.  | Pepe López                  |     |     |     |     |     | 5   | 23     |
| 22.  | Xavi Domenech               | 6   |     | 19  |     |     |     | 23     |

### Grupo N
| Pos. | Piloto               | Puntos |
| ---- | -------------------- | ------ |
| 1.   | Alfonso Viera        | 160    |
| 2.   | Albert Llovera       | 100    |
| 3.   | Erick Jan Zimmer     | 55     |
| 4.   | Josep A. Domenech    | 50     |
| 5.   | Alexander Villanueva | 35     |

### Copa de copilotos
| Pos. | Copiloto            | Puntos |
| ---- | ------------------- | ------ |
| 1.   | Xavi Amigo          | 210    |
| 2.   | Víctor A. Pérez     | 140    |
| 3.   | Miguel Ángel Ibáñez | 121    |
| 4.   | Ainhoa Sarasua      | 103    |
| 5.   | Álex Haro           | 67     |
| 6.   | Dani Cue            | 64     |
| 7.   | Joan Venceslao      | 60     |
| 8.   | Martín Lumbreras    | 60     |
| 9.   | Rogelio Peñate      | 57     |
| 10.  | Óscar Sánchez       | 53     |

### Marcas
| Pos. | Marca      | Puntos |
| ---- | ---------- | ------ |
| 1.   | Mitsubishi | 342    |
| 2.   | SEAT       | 159    |
| 3.   | Suzuki     | 24     |

### Trofeo Femenino
| Pos. | Piloto      | Puntos |
| ---- | ----------- | ------ |
| 1.   | Emma Falcón | 140    |

### Trofeo copilotos femeninos
| Pos. | Piloto         | Puntos |
| ---- | -------------- | ------ |
| 1.   | Ainhoa Sarasua | 170    |
| 2.   | Pilar Barceló  | 35     |
| 3.   | Andrea Lamas   | 35     |

### Campeonato 2RM
| Pos. | Piloto                  | Puntos |
| ---- | ----------------------- | ------ |
| 1.   | Nil Solans              | 175    |
| 2.   | Manuel Gómez-Manzanilla | 125    |
| 3.   | Emma Falcón             | 88     |
| 4.   | Juan Carlos Aguado      | 73     |
| 5.   | José Luis Peláez        | 72     |

### Copa España cat. 2
| Pos. | Piloto             | Puntos |
| ---- | ------------------ | ------ |
| 1.   | Nil Solans         | 175    |
| 2.   | Emma Falcón        | 96     |
| 3.   | Juan Carlos Aguado | 81     |
| 4.   | Ángel Paniceres    | 54     |
| 5.   | Ignacio Barredo    | 48     |

### Trofeo de España copilotos cat.2
| Pos. | Piloto                    | Puntos |
| ---- | ------------------------- | ------ |
| 1.   | Miguel Ángel Ibáñez Sotos | 175    |
| 2.   | Rogelio Peñate            | 96     |
| 3.   | Daniel del Rincón         | 81     |
| 4.   | Salvador Belzunces        | 54     |
| 5.   | Miguel A. Villanueva      | 48     |